# Distretto di Yoichi
Il distretto di Yoichi (余市郡?) è uno dei distretti della sottoprefettura di Shiribeshi, Hokkaidō, in Giappone.
Attualmente comprende i comuni di Akaigawa, Niki e Yoichi.